# Elena Sangro
Elena Sangro, née Maria Antonietta Bartoli Avveduti (Vasto, 5 septembre 1897 ou 1901 – Rome, 26 janvier 1969), est une actrice et réalisatrice italienne surtout connue pour ses rôles dans Quo vadis ? (1924) et Maciste aux enfers (1926).

## Biographie
Elle a été remarquée en 1917 par le réalisateur Enrico Guazzoni, qui l'a engagée pour son film Fabiola (1918).
Son succès a été confirmé en 1924 par son rôle de Poppée dans le Quo vadis ? de Georg Jacoby et Gabriellino D'Annunzio.
L'écrivain Gabriele D'Annunzio, père du réalisateur, a été un de ses admirateurs et lui a dédié un Carmen Votivum, un poème érotique intitulé Alla piacente (1927),,.
Elle a changé de nom pour celui de Lilia Flores en se retirant du cinéma pour donner des concerts comme soprano. Plus tard, elle a été seconde réalisatrice des films-opéra de Cesare Barlacchi, La Somnanbule (it) (1952) et Aida. En 1945, elle a fondé la société de production cinématographique Stella d'Oro Film, et sous le nom d'Anton Bià a produit plusieurs documentaires sur l'art, dont Villa d'Este (le premier film où apparaît Gina Lollobrigida) et Dintorni di Roma. Elle a fait une apparition dans Huit et demi de Fellini (1963).

## Filmographie
- 1918 :
  - Fabiola, d'Enrico Guazzoni

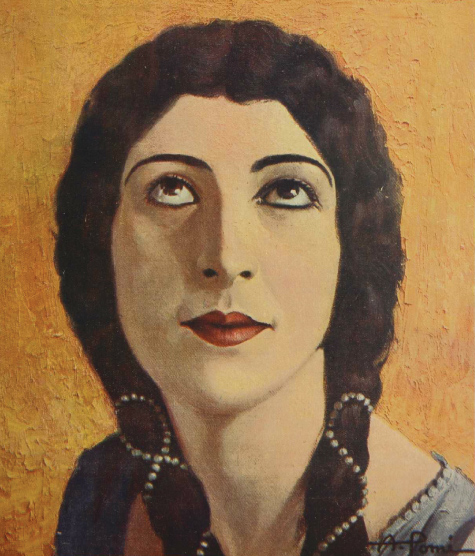
Elena Sangro dans Boccaccesca en 1928 (tableau d'Armando Pomi, 1886-1944).

  - La Jérusalem délivrée, d'Enrico Guazzoni
- 1919 :
  - Via Crucis, de Romolo Bacchini
  - Casa di bambola, de Febo Mari
  - Venere propizia, de Romolo Bacchini
- 1920 : Il marito perduto, d'Edoardo Bencivenga (it)
- 1921 : Saracinesca (it), d'Augusto Camerini (it) et Gaston Ravel
- 1922 : Miss Dollar, d'Alfredo De Antoni (it)
- 1924 :
  - Quo vadis?, de Gabriellino D'Annunzio et Georg Jacoby
  - Treno di piacere (it), de Luciano Doria (it)
  - La taverna verde, de Luciano Doria
  - Maciste imperatore, de Guido Brignone
- 1925 : Maciste aux enfers, de Guido Brignone
- 1926 : Maciste nella gabbia dei leoni, de Guido Brignone
- 1927 : Addio giovinezza, d'Augusto Genina
- 1928 :
  - Boccaccesca (it), d'Alfredo De Antoni (it)
  - Villa Falconieri, de Richard Oswald
- 1936 : Il re Burlone, d'Enrico Guazzoni
- 1939 : Les surprises du wagon-lit (it), de Gian Paolo Rosmino
- 1945 : La Confession tragique (L'abito nero da sposa), de Luigi Zampa
- 1951 : Caruso, la légende d'une voix (Enrico Caruso, leggenda di una voce) de Giacomo Gentilomo